# Кыргауылды
Кыргауылды (каз. Қырғауылды) — село в Карасайском районе Алматинской области Казахстана. Входит в состав Райымбекского сельского округа. Находится примерно в 11 км к востоку от центра города Каскелен. Код КАТО — 195253500.

## Население
В 1999 году население села составляло 2581 человек (1272 мужчины и 1309 женщин). По данным переписи 2009 года, в селе проживали 3642 человека (1799 мужчин и 1843 женщины).

## Административное деление
В состав села Кыргауылды входит 21 дачный массив ; «Акбота» ; «Асель» ; «Аксай-19» ; «Шаумена» ; «Полет» ; «Торпеда» ; «СМУ 7» ; «Арман», «Восход-3» ; «Заря 2007» ; «Шалкар» ; «Радуга» ; «Горная Ласточка» ; «Дружба» ; «Улкен Тау» ; «Восход» ; «Трансп 88» ; «Огоньки» ; «ст.Ветеран» ; «Аксай саялы» ; «Аксай».

## Музей
Музей "Анага Курмет" входит в состав Государственного коммунального казенного предприятия «Алматинский областной историко-краеведческий музей им.М.Тынышпаева» и является одним из его филиалов. Открыт музей был благодаря инициативе общественного деятеля, профессора Шпекбаевой Бахыт Жатканбаевны. Площадь здания составляет – 520 кв.м., имеет 2 этажа, а также состоит из 7 экспозиционных залов. Экспозиция музейного значения составляет 279 ед.,  из которых 164 ед. – основного фонда, 115  – вспомогательного.